# Jimmy Glazzard
Jimmy Glazzard (né le 23 avril 1923 à Normanton dans le Yorkshire et mort en 1995) est un joueur de football anglais,.

## Palmarès
Huddersfield Town FC
- Meilleur buteur du Championnat d'Angleterre de football (1) :
  - 1954: 29 buts.